# Atletism la Jocurile Olimpice de vară din 1988 - 3.000 m (feminin)
Proba de 3000 de metri feminin de la Jocurile Olimpice de vară din 1988 a avut loc în perioada 23-25 septembrie 1988 pe Stadionul Olimpic din Seul.

## Recorduri
Înaintea acestei competiții, recordurile mondiale și olimpice erau următoarele:
| Record  | Atletă                  | Timp    | Loc                          | Data           |
| ------- | ----------------------- | ------- | ---------------------------- | -------------- |
| Mondial | Tatiana Kazankina (URS) | 8:22,62 | Leningrad, Uniunea Sovietică | 26 august 1984 |
| Olimpic | Maricica Puică (ROU)    | 8:35,96 | Los Angeles, Statele Unite   | 10 august 1984 |

## Rezultate

### Calificări
S-au calificat în finală primele șase atlete din fiecare serie și următoarele atlete cu cei mai buni trei timpi. 

#### Seria 1
| Loc | Atletă              | Țară                       | Timp     |
| --- | ------------------- | -------------------------- | -------- |
| 1   | Elena Romanova      | Uniunea Sovietică          | 8:48,47  |
| 2   | Elly van Hulst      | Olanda                     | 8:48,54  |
| 3   | Angela Chalmers     | Canada                     | 8:48,60  |
| 4   | Lynn Williams       | Canada                     | 8:48,70  |
| 5   | Victoria Huber      | Statele Unite ale Americii | 8:48,93  |
| 6   | Wendy Sly           | Marea Britanie             | 8:49, 71 |
| 7   | Wang Xiuting        | China                      | 8:54,19  |
| 8   | Jill Hunter         | Marea Britanie             | 8:57,28  |
| 9   | Christine Hughes    | Noua Zeelandă              | 9:01,30  |
| 10  | Jacqueline Perkins  | Australia                  | 9:01,82  |
| 11  | Andrea Avraam       | Cipru                      | 9:02,18  |
| 12  | Angelines Rodríguez | Spania                     | 9:03,39  |
| 13  | Fernanda Ribeiro    | Portugalia                 | 9:05,92  |
| 14  | Susan Sirma         | Kenya                      | 9:06,90  |
| 15  | Im Chun-ae          | Coreea de Sud              | 9:21,18  |
| –   | Marie-Pierre Duros  | Franța                     | NT       |
| –   | Maricica Puică      | România                    | NT       |

#### Seria 2
| Loc | Atletă               | Țară                       | Timp     |
| --- | -------------------- | -------------------------- | -------- |
| 1   | Paula Ivan           | România                    | 8:43,10  |
| 2   | Yvonne Murray        | Marea Britanie             | 8:43,73  |
| 3   | Debbie Bowker        | Canada                     | 8:43,81  |
| 4   | Mary Slaney          | Statele Unite ale Americii | 8:44,15  |
| 5   | Tetiana Samolenko    | Uniunea Sovietică          | 8:44,18  |
| 6   | Natalia Artiomova    | Uniunea Sovietică          | 8:44,30  |
| 7   | PattiSue Plumer      | Statele Unite ale Americii | 8:45,21  |
| 8   | Annette Sergent      | Franța                     | 8:45,94  |
| 9   | Cornelia Bürki       | Elveția                    | 8:48,37  |
| 10  | Vera Michallek       | Germania de Vest           | 8:51,34  |
| 11  | Chen Qingmei         | China                      | 8:51,53  |
| 12  | Roberta Brunet       | Italia                     | 8:53,04  |
| 13  | Anne Keenan-Buckley  | Irlanda                    | 9:03,10  |
| 14  | Khin Khin Htwe       | Birmania                   | 9:26,57  |
| 15  | Daphrose Nyiramutuzo | Rwanda                     | 9:47,98  |
| 16  | Dikanda Diba         | Zair                       | 10:32,88 |
| –   | Fatima Aouam         | Maroc                      | NT       |
| –   | Poloni Avek          | Papua Noua Guinee          | NT       |

### Finala
| Loc | Atletă            | Țară                       | Timp       |
| --- | ----------------- | -------------------------- | ---------- |
| 1   | Tetiana Samolenko | Uniunea Sovietică          | 8:26,53 RO |
| 2   | Paula Ivan        | România                    | 8:27,15    |
| 3   | Yvonne Murray     | Marea Britanie             | 8:29,02    |
| 4   | Elena Romanova    | Uniunea Sovietică          | 8:30,45    |
| 5   | Natalia Artiomova | Uniunea Sovietică          | 8:31,67    |
| 6   | Victoria Huber    | Statele Unite ale Americii | 8:37,25    |
| 7   | Wendy Sly         | Marea Britanie             | 8:37,70    |
| 8   | Lynn Williams     | Canada                     | 8:38,43    |
| 9   | Elly van Hulst    | Olanda                     | 8:43,92    |
| 10  | Mary Slaney       | Statele Unite ale Americii | 8:47,13    |
| 11  | Cornelia Bürki    | Elveția                    | 8:48,32    |
| 12  | Annette Sergent   | Franța                     | 8:49,14    |
| 13  | PattiSue Plumer   | Statele Unite ale Americii | 8:59,17    |
| 14  | Angela Chalmers   | Canada                     | 9:04,75    |
| 15  | Debbie Bowker     | Canada                     | 9:11,95    |